# Genomkonflikt
Genomkonflikt uppstår när genetiskt material har olika spridningsegenskaper och förutsätter selektion på minst två nivåer i den biologiska hierarkin. Exempelvis kan en genomkonflikt uppstå mellan cellkärnans och mitokondriens DNA, eller mellan olika delar av arvsmassan. Genomkonflikt har störst möjlighet att uppstå i svagt reglerade gener med snabb reproduktion, exempelvis mitokondrier.
Genomkonflikt är vanligare hos organismer med sexuell fortplantning än hos organismer med asexuell fortplantning, detta eftersom arvsmassa från de båda föräldrarna kombineras i avkomman. Detta kan potentiellt orsaka konflikt inom avkommans genom. Genomkonflikt hos sexuellt förökande organismer kan undgås genom genetisk prägling, eller att visst genetiskt material endast ärvs från endera föräldern.
Hos asexuellt förökande organismer kan genomkonflikt uppstå genom konjugering mellan bakterier, själviska gener och mutationer.

## Själviska gener
Själviska gener (eng.Selfish genes) är gener som har en förmåga att öka i antal vid meios, genom att de replikeras och blir fler på samma kromosom alternativt genom rekombination. För att motverka själviska geners destruktiva konsekvenser uppkommer ofta nedtystande mekanismer. Ett exempel på en genetisk sjukdom hos människor orsakad av själviska gener är Huntingtons sjukdom.
”Petite”-kolonier av jäst (eng. Petite yeast) kan bildas genom att en sekvens DNA i mitokondrien muteras. Mutationen leder till snabbare replikation och den muterade mitokondrien konkurrerar ut övriga mitokondrier i jästcellen. De muterade mitokondrierna uttrycker inte alla de egenskaper som vildtypen av jäst uppvisar. Detta leder till försämrad funktion och därmed lägre fitness. Vid replikation selekteras därmed ”petite”-mutationen (Petite mutation) för, men mot i konkurrensen mellan jästceller. 

## Meiotiskt tryck
Meiotiskt tryck (Meiotic drive), orsakas av alleler som påverkar de mendelska lagarna om nedärvning (se Evolution) och överrepresenteras bland de funktionella gameterna. Detta kan åstadkommas genom att en allel är toxisk för en annan och därmed slår ut de gameter som skulle få den andra allelen vid meios.

## Genetisk prägling
Tillväxthastighet hos foster regleras genom genetisk prägling (Genomic imprinting) eftersom genomkonflikt annars uppstår mellan föräldrarnas gener. Fadern vill ha så stor och snabbväxande avkomma som möjligt för maximerad livsduglighet, medan moderns och fostrets hälsa måste balanseras. Fostret får inte växa för fort och inte heller vara för stort vid födseln. Därför sker metylering av gener i föräldrarnas gameter, så att de kan främjas eller hämmas under olika delar av fostrets utveckling.